# Stanisław Jerzy Wandalin Mniszech
Stanisław Jerzy Wandalin Mniszech z Wielkich Kończyc, herbu Kończyce (ur. 1745, zm. 1806) – hrabia dziedziczny (1783), rotmistrz kawalerii narodowej (1774–1789), chorąży wielki koronny (1784–1790), kasztelan przemyski, kanonik honorowy przemyski, kawaler obu polskich orderów św. Stanisława i Orła Białego (1781 i 1785).
Jego ojcem był Jan Karol Wandalin Mniszech (1716–1759), generał lejtnant wojska koronnego, podkomorzy wielki litewski (1742), starosta halicki, łowczy wielki koronny (1736), a matką Katarzyna Zamoyska (1722–1771) z Zamościa herbu Jelita.